# Кастелмецано
Кастелмеца̀но (на италиански: Castelmezzano) е село и община в Южна Италия, провинция Потенца, регион Базиликата. Разположено е на 750 m надморска височина. Населението на общината е 861 души (към 2010 г.).